# Rio São Patrício
Rio São Patrício är ett vattendrag i Brasilien.   Det ligger i delstaten Goiás, i den centrala delen av landet, 170 km nordväst om huvudstaden Brasília.
Omgivningarna runt Rio São Patrício är huvudsakligen savann. Runt Rio São Patrício är det ganska glesbefolkat, med 34 invånare per kvadratkilometer.